# 红点齿蟾
红点齿蟾（学名：Oreolalax rhodostigmatus）为 两栖纲 锄足蟾科齿蟾属的两栖动物，是中国的特有物种。

## 特征
体长 6 ~ 7 厘米，背面深棕褐色，上有云斑；体侧有大小不一的橘红色或橘黄色斑点。皮肤极其粗糙，整个背面不满小疣，体侧有十多个黄白色或橘红色圆疣。股腺和股后腺大而圆，呈橘红色。鼓膜显著。趾间具微蹼，无声囊。

## 分布
分布于湖北、四川、贵州等地，常生活于山涧溶洞内及住宅附近。其生存的海拔范围为900至1900米。该物种的模式产地在贵州遵义。

## 保护
本种于2023年被收录入《有重要生态、科学、社会价值的陆生野生动物名录》。